# Чилійський песо
Чилійський песо (ісп. Peso chileno) — валюта Чилі. Поділяється на 100 сентесимо, хоча монети останніх вже не використовуються. В обігу перебувають монети номіналом 10, 50, 100, 500 песо та банкноти в 1000, 2000, 5000, 10 000 і 20 000 песо. Раніше випускались монети в 1, 5 песо та банкнота в 500 песо які ще можуть іноді траплятися в обігу.

## Історія

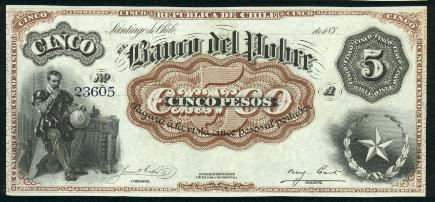
Педро де Вальдівія з глобусом на банкноті 5 песо, 1877 рік

Карбування срібних песо було розпочате у 1817 році у Сантьяго, це були перші монети Америки із зазначенням номіналу в песо. Грошова система використовувалася та ж, що і в інших іспанських володіннях Америки: ескудо = 2 песо = 16 реалів.
У 1851 році була запроваджена десяткова система: песо = 10 децимів = 100 сентаво, але карбування монет в 1/2 і 1 сентаво була розпочата вже у 1835 році.
У 1895 році було встановлено золотий вміст в 0,549175 г чистого золота, що відповідало курсу: 1 песо = 16 англійських пенсів. У 1925 році золотий вміст було знижено до 0,183057 г, що відповідало курсу: 1 песо = 6 англійських пенсів. У квітні 1932 року припинено обмін банкнот на золото.
У зв'язку з інфляцією в 1955 році припинено використання сентаво.
1 січня 1960 запроваджена нова грошова одиниця — ескудо (поділялась на 100 сентесимо), песо обмінювали на ескудо у співвідношенні 1000:1.
29 вересня 1975 замість ескудо знову запровадили песо, ескудо обмінювалися на песо у співвідношенні 1000:1.

## Валютний курс

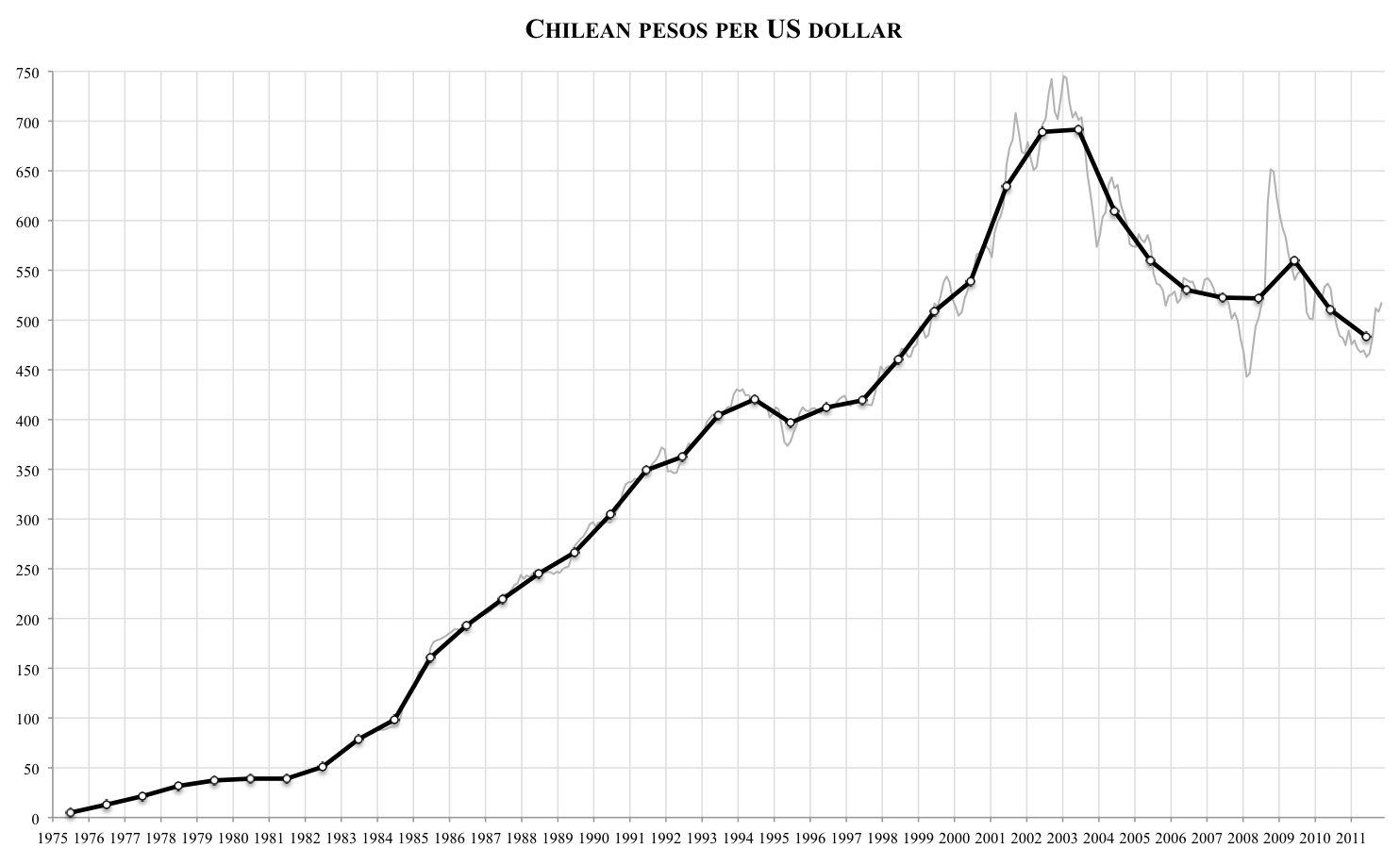
Графік валютного курсу чилійського песо відносно долара США у 1975-2011 рр.